# 人民革命军 (阿根廷)
人民革命军（西班牙語：Ejército Revolucionario del Pueblo，缩写为ERP）是阿根廷历史上的一支共产主义游击队，隶属于工人革命党。1970年7月30日，游击队成立。该游击队活动在布宜诺斯艾利斯城里和图库曼省农村。1976年，阿根廷右翼军政府发动肮脏战争后，该游击队遭到沉重打击。同年4月，该游击队的300名武装分子在丛林中被阿根廷陆军第四空降步兵旅消灭。此后，该游击队基本停止活动。